# San Costanzo
San Costanzo là một đô thị ở tỉnh Pesaro và Urbino trong vùng Marche, nằm cách 40 km về phía tây bắc của Ancona và khoảng 20 km về phía đông nam của Pesaro. Tại thời điểm ngày 31 tháng 12 năm 2004, đô thị này có dân số 4.339 và diện tích là 40,7 km².
Đô thị San Costanzo có các frazioni (các đơn vị trực thuộc, chủ yếu là các làng) Cerasa, Solfanuccio, và Stacciola.
San Costanzo giáp các đô thị sau: Fano, Mondolfo, Monte Porzio, Monterado, Piagge, San Giorgio di Pesaro.